# Stazione di Tokyo Skytree
La stazione di Tokyo Skytree (とうきょうスカイツリー駅?, Tōkyō sukaitsurī-eki) è una stazione ferroviaria situata nel quartiere di Sumida, a Tokyo, in Giappone, ed è servita dalla linea Tōbu Isesaki delle Ferrovie Tōbu. Come suggerito dal nome, la stazione è la principale porta di accesso alla torre Tokyo Skytree.

## Linee
Ferrovie Tōbu
● Linea Tōbu Isesaki (Linea Tōbu Skytree)

## Struttura
La stazione, realizzata su viadotto, è dotata di un marciapiede a isola con due binari passanti. 
| 1 | ● Linea Tōbu Isesaki | per Asakusa                                                   |
| 2 | ● Linea Tōbu Isesaki | per Hikifune, Kita-Senju, Tōbu Dōbutsukōen, Kuki e Tōbu Nikkō |

## Stazioni adiacenti
| «                  | Servizio               | »                  |
| Linea Tōbu Isesaki | Linea Tōbu Isesaki     | Linea Tōbu Isesaki |
| ------------------ | ---------------------- | ------------------ |
| Asakusa            | Locale                 | Hikifune           |
| Asakusa            | Semiespresso sezionale | Hikifune           |
| Asakusa            | Espresso sezionale     | Hikifune           |
| Asakusa            | Rapido                 | Kita-Senju         |
| Asakusa            | Rapido sezionale       | Kita-Senju         |